# Ботьо Петков
Ботьо Петков Тачев (остар. Ботйо), наричан даскал Ботю, е български просветен деец и учител.
Със своята съпруга Иванка Ботева имат 9 деца, сред които са революционерът Христо Ботев и генералът Кирил Ботев.

## Биография

### Семейство
Ботьо Петков е роден в Карлово през 1815 г., в семейството на Петко Тачев и Ана Нектариева. Баща му се занимава с кръчмарство и гайтанджийство. Майка му е от известния род Нектариеви, от който са също Кирил Нектариев и Мария Нектариева (баба на Христо и Евлоги Георгиеви). От брака се раждат, освен Ботьо, и 3 момичета – Печовица, Харитина и Лала.

### Образование
През 1828 г. Ботьо Петков постъпва в гръцкото училище на Райно Попович за подготовка на учители. Там изучава гръцки език и други дисциплини и получава солидно за времето си образование. След като известно време учителства в родния си град, през 1839 г. Ботьо Петков започва работа като учител в Калофер. Доказал се като надежден и способен учител, през 1841 г. е избран от Калоферската община да замине за Одеса, за да учи в Одеската семинария. Престоят му в Одеса продължава 2 години. В семинарията Петков е сред 3-та (от 13) български ученици, отличаващи се с „твърде добри способности“. Този период „формира характера му, приобщава го към руската литература, събужда и утвърждава богатите му литературни дарби“.

### Семеен живот
През 1843 г. той се връща в Калофер, където продължава своята дейност като народен учител. В края на 1845 г. се жени за Иванка Стойкова Дрянкова, произхождаща от известен и уважаван калоферски род, с която имат 9 деца – Христо (1848 – 1876), Ана (1850 – 1867), Петко (1852 – 1872), Стефан (1854 – 1890), Кирил (1856 – 1944), Тота (1859 – 1864), Генко (1861 – 1863), Генко (1863 – 1866) и Боян (1866 – 1885). Според лични свидетелства на Ботьо Петков той живее в лоши условия, изключително бедно.
До края на живота си остава в Калофер, където развива учителското си дело. На 29 август 1869 г., след продължително боледуване, Ботьо Петков умира от туберкулоза.

## Учителско дело
Ботьо Петков е останал в народната памет като Даскал Ботю.
През 1839 г. дотогавашният учител в Калофер Неофит Бозвели заминава в Цариград да води по-успешно борбата за църковна независимост. Ботьо Петков се премества в Калофер, заема неговото място и развива учителската си дейност. Успоредно с учителското дело пее в църквата „Св. Атанасий“ в града.
Като признателност за усърдието, калоферската община го изпраща в Одеса да учи в тамошната семинария през 1841 г. След завръщането си през 1843 г. Ботьо Петков продължава своята дейност като народен учител. В резултат от усърдната работа броят на учениците нараства значително и сградата, в която се е помещавало училището, става непригодна. Ботьо Петков успява да убеди калоферската общност, че има нужда от нова, по-голяма и просторна сграда. През 1848 г. е открито новото училище в Калофер, придобило известност като Мъжко класно училище.
Ботьо Петков се оказва новатор в своята учителска дейност, която организира по руски образец. За първи път въвежда изучаването на руски език, първи разделя учениците по класове, създава седмично разписание и единна годишна програма за изучаваните предмети, за първи път въвежда провеждането на годишни изпити за учениците.
Ботьо Петков притежава колекция от книги, събирани в продължение на 20 години, с която спомага за създаването на богата библиотека в училището. За обогатяване на тази библиотека се свързва с калоферци, живеещи в Одеса, Букурещ или Цариград, които също изпращат книги и учебни помагала.
Благодарение на доброто обучение, което получават в калоферското училище, и усвояването на руски, френски и гръцки език, ученици на Ботьо Петков продължават обучението си в 25 европейски града. Сред неговите ученици са екзарх Йосиф и Иван Вазов.

## Преводач и писател
Ботьо Петков започва преводаческото и писателско дело по време на престоя си в Одеса и го развива през целия си живот. В Одеса превежда от руски „Нещо за безграмотните человеци“, издадена в Смирна през 1843 г., а през 1844 г. отново в Смирна излиза неговият превод от гръцки на „Психология или душесловие за учение на децата“.
Ботьо Петков продължава своята преводаческа дейност и в Калофер, където превежда „Критически издиряния за историята българска“ на Юрий Венелин. С тази книга се запознава още в Одеса и въз основа на записки от нея, още преди да осъществи своя превод, преподава история в калоферското училище. Изпада в конфликт с Калоферската община, след като получава отказ да му отпусне аванс от учителската му заплата, за да издаде книгата, и през 1853 г., почти изцяло със собствени средства, Ботьо Петков поема нейното издаване и разпространение.
Над превода на „Пълна география“ на А. Оболовски работи повече от десетилетие и през 1868 г. излиза от печат „Кратка всеобща география“. Творбата е преработена и обогатена версия на книгата на Оболовски. Това е неговият последният печатан труд.
Ботьо Петков сътрудничи на българския възрожденски печат. В писмо до „Цариградски вестник“ от 1857 г. пише за нуждата от създаване на общоприета българска граматика и изразява намерение да сподели на страниците на вестника своите правила за глаголите в българския език. Изпраща и множество писма, публикувани на страниците на вестник „България“ и „Цариградски вестник“, в които излага възгледите си за самостоятелна българска църква и отхвърля идеята за зависимост от римокатолическата църква.

## Трудове
- „Кратка всеобща география от Ботя Петкова“
- „Нещо за безграмотните человеци“ (превод)
- „Психология или душесловие за учение на децата“ (превод)
- „Критически издиряния за историята българска“ (превод)

## Признателност
Край Музея на просветното дело до централния площад „Христо Ботев“ в Калофер е издигнат паметник на Ботьо Петков.
На Ботьо Петков е наречена улица в квартал „Сухата река“ в София (Карта).
От 2001 г. насам се присъжда национална награда „Даскал Ботьо Петков“. Връчва се на 1 ноември всяка година от МОН на учител от страната, допринесъл с труда си за развитието и обогатяването на съвременното училищно дело.